# Buch (Kutzenhausen)
Buch ist ein Kirchdorf und Ortsteil der Gemeinde Kutzenhausen im Landkreis Augsburg im Regierungsbezirk Schwaben in Bayern.

Zur Gemarkung gehört auch der Weiler Boschhorn.

## Geographie
Buch liegt in der Reischenau.

## Geschichte
Die im 11. Jahrhundert entstandene Rodesiedlung gehörte den Augsburger Bischöfen, die die dortigen Güter als Lehen vergaben. Später teilten sich das Augustiner-Chorherrenstift St. Georg, das Benediktinerstift St. Ulrich und Afra, das Domkapitel und die Hospitalstiftung zum Hl. Geist in Augsburg diese Lehensgüter. 1316 wird Buch das erste Mal beurkundet. Von 1862 bis 1929 gehörte die selbständige Gemeinde Buch mit seinem Ortsteil Boschhorn zum Bezirksamt Zusmarshausen und ab 1929 zum Bezirksamt Augsburg, das ab 1939 als Landkreis Augsburg bezeichnet wurde.
Buch wurde am 1. Januar 1972 im Zuge der Gebietsreform in Bayern in die Gemeinde Kutzenhausen eingemeindet.

## Kirche

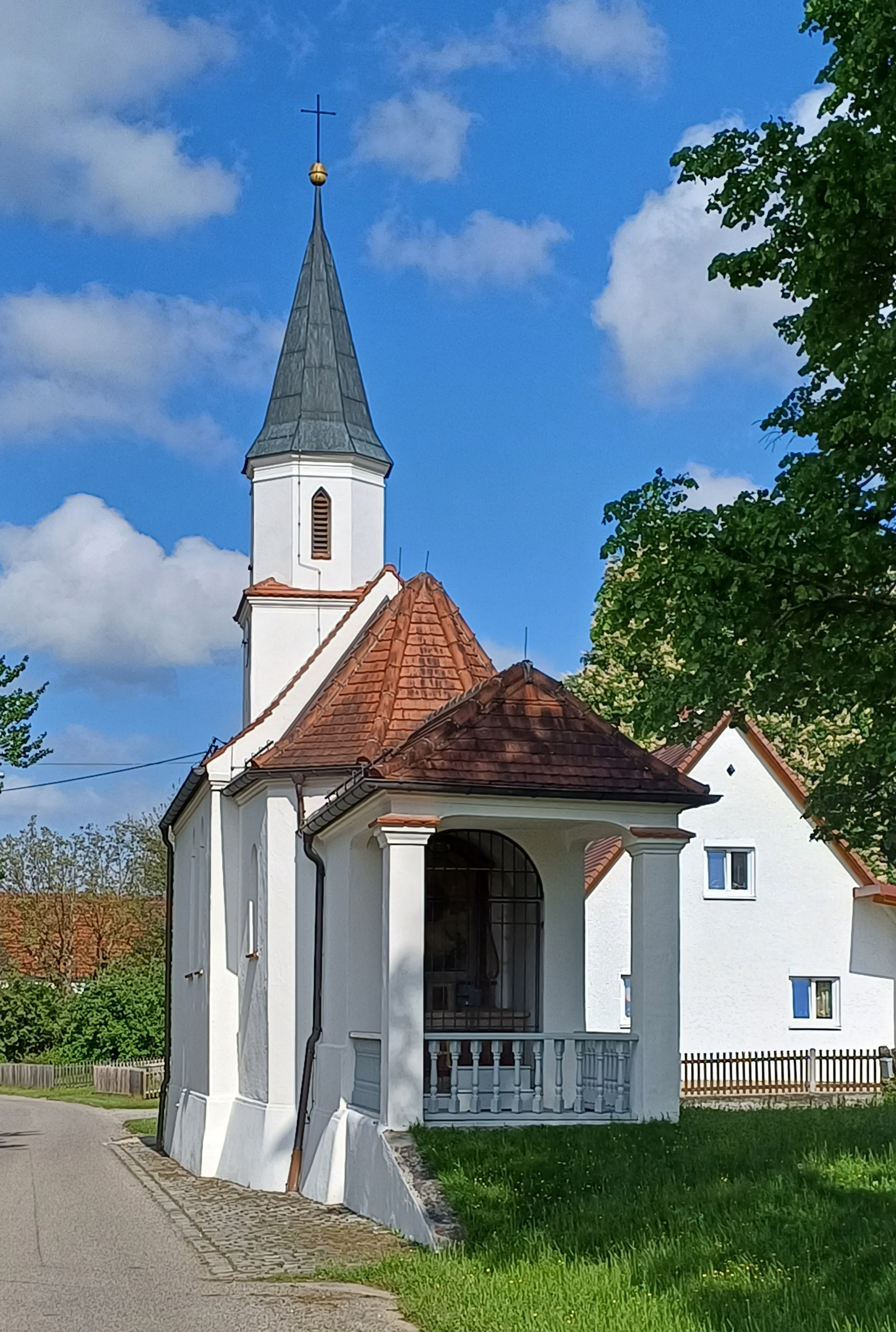
St. Alban, Buch

Buch und Boschhorn gehören zur katholischen Pfarrei Sankt Nikolaus in Kutzenhausen im Dekanat Augsburg-Land des Bistums Augsburg.

## Wappen
Das Wappen zeigt einen Gespalten von Silber und Blau geteilten Schild; vorne ein schwebendes rotes Balkenkreuz (St. Georgskreuz), hinten ein goldenes Schwert mit schwarzem Griff; das Ganze überdeckt mit einem goldenen Balken.

## Vereine
- Freiwillige Feuerwehr Buch